# Erpetogomphus liopeltis
Erpetogomphus liopeltis – gatunek ważki z rodziny gadziogłówkowatych (Gomphidae).